# Уэлле, Пьер Карл
Карл Жозеф Ивон Уэлле (фр. Carl Joseph Yvon Ouellet, род. 30 декабря 1967, Сент-Катрин, Квебек) — канадский рестлер, более известный под именем англ. PCO (пи-си-оу, первоначально сокращение его долгосрочного прежнего имени Пьер Карл Уэлле (англ. Pierre Carl Ouellet), но теперь расшифровывается как Perfect Creation One). В настоящее время он выступает в Impact Wrestling.
Уэлле наиболее известен по выступлениям в World Wrestling Federation и World Championship Wrestling в качестве одного из членов команды «Квебекеры / Удивительные франко-канадцы» вместе с Жаком Ружо (с которым он трижды становился командным чемпионом WWF). После окончания карьеры в 2011 году, Уэлле вернулся на ринг в 2016 году, пережив ренессанс карьеры под образом «частично зверя, частично человека, частично старожила-силача». С 2018 по 2021 год Уэлле выступал в Ring of Honor (ROH), где был чемпионом мира ROH, командным чемпионом мира ROH и командным чемпионом мира ROH среди шести человек. Уэлле также выступал за такие организации, как Extreme Championship Wrestling, International Wrestling Association и Major League Wrestling.

## Личная жизнь
Уэлле потерял зрение на правый глаз в возрасте 12 лет после несчастного случая с пневматическим пистолетом.

## Титулы и достижения
- Black Label Pro
  - Чемпион BLP в тяжёлом весе (1 раз)[2]
- Catch Wrestling Association
  - Командный чемпион мира CWA (1 раз)[3] — с Рино Ричардсом
- CPW International
  - Командный чемпион CPW (1 раз) — с Опасным Дэном
- International Wrestling Association
  - Интерконтинентальный чемпион IWA (1 раз)
- Game Changer Wrestling
  - Экстремальный чемпион GCW (1 раз)
- Great North Wrestling
  - Канадский чемпион GNW (1 раз)[4]
- International Wrestling Syndicate
  - Чемпион мира IWS в тяжёлом весе (1 раз)
  - Командная королевская битва (2004) — с Сидом Вишесом[5]
- Jonquiere Championship Wrestling
  - Чемпион JCW в тяжёлом весе (1 раз)[6]
- National Wrestling Alliance
  - Командный чемпион мира NWA (1 раз) — с Броди Кингом
  - Кубок Крокетта (2019) -с Броди Кингом
- North Pro Wrestling
  - Чемпион NPW в тяжёлом весе (1 раз)[7]
- Pro Wrestling Illustrated
  - № 393 в топ 500 рестлеров в рейтинге PWI Years в 2003[8]
  - № 31 в топ 500 рестлеров в рейтинге PWI 500 в 2020[9]
- Ring of Honor
  - Чемпион мира ROH (1 раз)
  - Командный чемпион мира ROH среди шести человек (1 раз) — с Броди Кингом и Марти Скёрллом
  - Командный чемпион мира ROH (1 раз) — с Броди Кингом
  - Командные войны (2019) — с Броди Кингом
  - Турнир претендентов № 1 на звание чемпиона мира ROH (2019)[10]
  - Награда по итогам года ROH (4 раза)
    - Holy Shit-момент года (2019)[11][12]
    - Трио года (2019) — с Кингом, и Скрёллом
    - Группировка года (2019) — Villain Enterprises[13]
    - Прорывная звезда года (2019)
- Top of the World Wrestling
  - Командный чемпион TOW (1 раз) — с Элом Сноу[14]
- World Championship Wrestling
  - Хардкорный чемпион WCW (1 раз)
- World Wrestling Federation
  - Командный чемпион WWF (3 раза) — с Квебекером Жаком[15][16]
- Xtreme Zone Wrestling
  - Чемпион «Железный человек» XZW (1 раз)[17]